# Claude Verlon
Claude Verlon, né le 6 juillet 1958 à Aubervilliers en Seine-Saint-Denis et mort le 2 novembre 2013  à Kidal au Mali, est un ingénieur du son français spécialiste des reportages radio.

## Biographie
Après des études supérieures suivies dans le sud de la France, Claude Verlon entre à Radio France en avril 1982 en tant qu'opérateur du son. Affecté à Radio France internationale alors intégrée à Radio France, il participe à la création du premier véritable service reportage de la station et y fait toute sa carrière. Désireux d'obtenir une formation plus académique, il entreprend en 1984 de suivre pendant deux ans des cours du soir à l'École nationale supérieure Louis-Lumière et obtient un diplôme en ingénierie acoustique (promotion son 86). Passionné par l'actualité et homme d'action, il est toujours le premier volontaire pour partir sur le terrain et particulièrement sur les zones de conflit : il devient un des piliers du Service Reportage Technique.
Dès 1984, il effectue ses premiers reportages pour Radio France internationale. Commencent alors sa passion pour l'Afrique et une longue série de reportages et missions sur ce continent. Il y noue de nombreuses et fidèles amitiés qui lui permettent, entre autres, de dénouer des situations complexes sur le terrain comme à Bamako en 2005 lors du 23e sommet Afrique-France où il réalise des prouesses techniques en improvisant un studio en extérieur que d'autres grandes radios utiliseront.
Claude Verlon est le compagnon de nombreux journalistes aux quatre coins du monde : Afghanistan, Liban, Irak, et bien évidemment l'Afrique. Il est aussi un spécialiste des « points chauds » et il enchaîne les reportages et séjours en zones de conflits dont notamment au Kosovo en 1999, en Afghanistan en 2001, en Irak en 2003, en Libye en 2011, au Mali en 2013. Technicien chevronné, il aime tout particulièrement relever les défis et est considéré comme un des seuls techniciens de reportage capable de retransmettre depuis les endroits les plus reculés du monde. Aussi, reconnu homme de terrain et de toutes les situations mais aussi expert des antennes spéciales et des directs complexes particulièrement sur les zones de conflit, il est tout naturellement missionné sur la majorité des reportages dont la liste est longue et plusieurs, exposés ci-dessous, jalonnent sa carrière,.
En 1987, il assure la retransmission du déplacement de François Mitterrand en Amérique du Sud (Argentine, Uruguay et Pérou).
En 2006, lors du sommet de la Francophonie organisé à Bucarest, en Roumanie, il arrive à réaliser dans des conditions difficiles un studio placé au plus près du Palais du Parlement, ce qu'aucune autre radio n'aura.
En 2010, à Abidjan, lors de la présidentielle en Côte d'Ivoire, il parvient à tendre des bâches sur un toit et à installer un système complexe pour la transmission des éditions spéciales.
En 2011, à Benghazi et alors que l'équipe de Radio France internationale se retrouve en pleine manifestation contre Kadhafi, il déploie malgré cela l'antenne au sein de la manifestation et négocie avec une voiture de la sécurité afin de faire ce direct dans les meilleures conditions.
En 2012, à Dakar, après une nuit sans sommeil consacrée à la préparation, par les journalistes sur place, d'une édition spéciale à la suite de la défaite d'Abdoulaye Wade face à Macky Sall, il impose là encore son professionnalisme : l'édition se déroulera, au petit matin et malgré cela, avec rigueur et qualité.
En 2013, à Addis-Abeba, à l'occasion d'un des sommets africains qu'il couvre régulièrement, il impressionne les deux journalistes qu'il accompagne en réussissant à établir au dernier moment la liaison avec Paris pour un questions-réponses en direct, après avoir déjoué les équipes de sécurité afin d'être juste à temps et tout en assurant une parfaite qualité de transmission.
Également en 2013, à Berlin, le soir des élections fédérales allemandes, il assure la technique du direct.
Partout où il est possible d'aller, il ira comme au Rwanda, en Israël, à Goma en République démocratique du Congo (RDC) et dans la bande de Gaza.
Passionné des événements sportifs, principalement ceux du football, il les couvre tous : les Jeux olympiques (entre autres à Pékin en 2008, etc.), les Jeux africains (entre autres à Nairobi en 1987, etc.), la Coupe du monde de football (entre autres à Munich en 2006, à Séoul en 2002, à Johannesbourg en 2010, etc.), la Coupe d’Afrique des Nations (entre autres à Lagos en  2000, à Ismaïlia en 2003...), le Tour de France (notamment celui de 2013) ou encore le Tour du Faso cycliste (dont celui de 2001).
Certains de ces reportages se déroulent dans des contextes parfois difficiles et des conditions humainement violentes comme à Lagos , ville sulfureuse, en janvier 2000 pour la Coupe d’Afrique des Nations et à Ismaïlia, en Égypte, en 2003, où il assure la retransmission tout en protégeant le journaliste pour que cette retransmission puisse continuer malgré les débordements.
En 2001, à l'occasion du Tour du Faso cycliste, et alors que les conditions de retransmission ne sont pas encore à celles de l'internet et donc plus précaires qu'aujourd'hui, il réalise des performances techniques pour que, lors de chaque fin d'étape (que cela soit à Ouahigouya, à Bobo-Dioulasso, à Ouagadougou), les directs soient garantis à l'heure et dans les meilleures conditions techniques mais aussi avec le meilleur son d'ambiance.
En 2002, pour la Coupe du Monde de Football au Japon et en Corée et alors qu'une radio étrangère possède exclusivement les droits de diffusion pour la France, il réussit, malgré cette astreinte, à retransmettre depuis un micro studio de 5 m2 sur-climatisés sur les ondes de Radio France internationale mais aussi sur celles de toutes les autres radios françaises qui profitent ainsi de son nouvel exploit technique.
En complément de son métier d'ingénieur du son, il assure en plus, pour le site internet de Radio France internationale, les reportages photographiques lorsqu'il est envoyé en mission en binôme avec les journalistes. Ainsi, les articles de ceux-ci sont illustrés :
- en 2005, lors de l'Ouragan Katrina en Louisiane[8] et lors de l'Ouragan Rita à La Nouvelle-Orléans[9],
- en 2006, lors de l'élection du président Préval en Haïti[10],[11],
- en 2008, lors d'une émission spéciale avec Alpha Oumar Konaré à Addis-Abeba[12], lors des élections législatives au Pakistan[13],[14],[15], lors du déplacement de Bernard Kouchner en Côte d'Ivoire[16],[17] et lors d'une interview d'Haile Gebreselassie à l'occasion des championnats d'Afrique d'athlétisme à Addis-Abeba[18],
- en 2009, lors de la nomination par la Communauté économique des États de l'Afrique de l'Ouest du président burkinabè Blaise Compaoré comme médiateur dans la crise guinéenne[19], lors de la fin de la rencontre de Ouagadougou avec les forces vives guinéennes[20], lors de la visite de Bernard Kouchner à Kabul[21] et lors de l'élection des conseils provinciaux en Irak[22],[23],[24],
- en 2011, lors de la rébellion en Libye[25] et lors du retour du Président Marc Ravalomanana à Madagascar[26],
- en 2013, lors d'une interview de Jean-Marc Simon, diplomate français, ancien ambassadeur à Bangui[27] et au Mali lors des élections présidentielles avec un reportage à Kidal[28] et pour illustrer un article sur le souhait du général de brigade Bruno Guibert de prolonger la mission de l'Union européenne au Mali[29].

Après sa mort, des photos prises par Claude Verlon lorsqu'il était alors en reportage sont utilisées pour illustrer des articles ,,,,,,,,,,.

### Enlèvement et assassinat
Le 2 novembre 2013, sous la  présidence de Marie-Christine Saragosse chez France Médias Monde (holding détenue par l'État français et contrôlant les trois entités France 24, RFI, Monte Carlo Doualiya), Claude Verlon est enlevé puis assassiné non loin de Kidal, au Nord-Est du Mali, alors qu'il accompagne en reportage pour Radio France internationale la journaliste Ghislaine Dupont, décédée dans les mêmes circonstances.
Dans la matinée du mardi 29 octobre 2013, les deux envoyés spéciaux arrivent à Kidal où se déroulent dans le même temps les dernières tractations pour la libération des « otages d'Arlit » qui seront remis l'après-midi de cette même journée aux autorités nigériennes. Ghislaine Dupont et Claude Verlon préparaient alors une émission spéciale de RFI sur « la crise dans le nord du Mali et la réconciliation »,,.
Le 11 avril 2014, le parquet de Paris, qui conduisait jusqu'alors une enquête préliminaire sur ce double crime, a ouvert une information judiciaire .
Le 22 juillet 2019, RFI remet en question la version officielle de l'armée française sur les morts de Ghislaine Dupont et Claude Verlon au Mali. La radio affirme que les forces spéciales et les hélicoptères français avaient pris en chasse les ravisseurs, alors que l'armée française avait assuré que ses forces n'avaient eu « aucun contact visuel ou physique » avec les auteurs de l'enlèvement.
Le 11 juin 2021, la ministre des Armées Florence Parly déclare officiellement la mort Baye Ag Bakabo, chef du commando et membre d'Aqmi qui avait enlevé Claude Verlon et Ghislaine Dupont lors d'une opération militaire dans la région d'Aguel'hoc.

## Hommages officiels

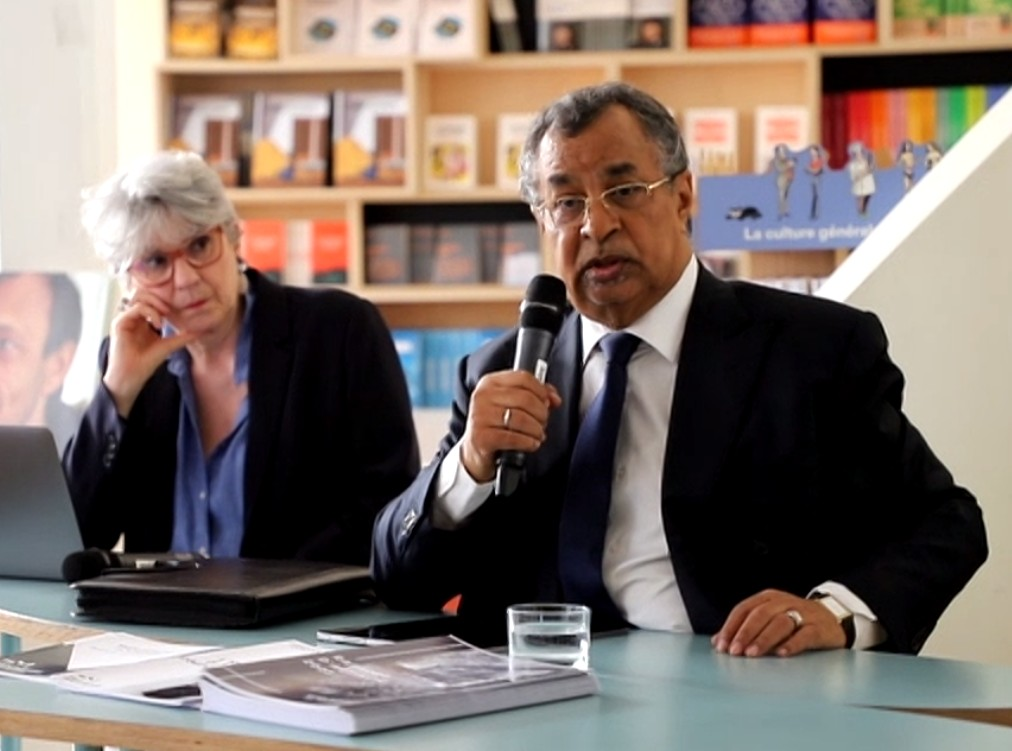
Laurence Lacour et Mahamat Saleh Annadif lors de l'assemblée générale de l'association des amis de Ghislaine Dupont et Claude Verlon en avril 2025.

Ghislaine Dupont et Claude Verlon ont été décorés à titre posthume de l'Ordre national du Mali par le président de la République du Mali Ibrahim Boubacar Keïta le 4 novembre 2013.
L'Organisation des Nations unies (ONU) déclare le 2 novembre journée internationale pour la protection des journalistes :
un comité de l'Assemblée générale des Nations unies a voté une déclaration faisant du 2 novembre la journée internationale pour la protection des journalistes. Cette date a été choisie en mémoire de Ghislaine Dupont et Claude Verlon.
Le 9 juin 2014, le Newseum a rendu hommage aux 77 journalistes qui ont été tués dans le monde en 2013 en faisant le choix de n'ajouter que 10 noms dont ceux de Claude Verlon et de Ghislaine Dupont.
Le 3 mai 2019, une Place Ghislaine-Dupont-Claude-Verlon-Camille-Lepage est inaugurée dans le 2e arrondissement de Paris, en hommage aux trois journalistes tués.

## Référence et sources
1. 1 2 3 4  Sébastien Németh et Laurent Correau, « Ghislaine Dupont, Claude Verlon : deux professionnels passionnés du terrain », sur Radio France internationale, 3 novembre 2013 (consulté le 16 février 2024)
2. ↑  Relevé des fichiers de l'Insee
3. ↑  « Claude Verlon (Son 86) nous a quittés », sur Anciens Louis-Lumière, 2 novembre 2013 (consulté le 15 février 2024)
4. ↑  Alfred de Montesquiou, « Notre hommage à Ghislaine Dupont et Claude Verlon - Tués en reportage », sur Paris Match, 7 novembre 2013 (consulté le 15 février 2024)
5. ↑  « Claude Verlon, un professionnel amoureux du terrain », sur Radio France internationale, 2 novembre 2013 (consulté le 15 février 2024)
6. 1 2 3 4  « Claude Verlon, l’ami du service des sports », sur Radio France internationale, 5 novembre 2013 (consulté le 15 février 2024)
7. 1 2 3 4 5 6  « RFI en deuil rend hommage à Ghislaine Dupont et Claude Verlon »(Archive.org • Wikiwix • Archive.is • Google • Que faire ?), sur Radio France internationale
8. ↑  Frédérique Misslin et Claude Verlon (photogr. Claude Verlon), « RFI - Ouragan Katrina - La Louisiane sous les eaux » [audio], sur Radio France internationale, 19 septembre 2005 (consulté le 15 février 2024)
9. ↑  Colette Thomas (photogr. Claude Verlon), « RFI - Etats-Unis - Nouvel ouragan dans le golfe du Mexique », sur Radio France internationale, 20 septembre 2005 (consulté le 15 février 2024)
10. ↑  Anne Corpet (photogr. Agence France-Presse, Anne Corpet et Claude Verlon), « RFI - Haïti - Préval fait renaître l’espoir », sur Radio France internationale, 14 mai 2006 (consulté le 15 février 2024)
11. ↑  Anne Corpet (photogr. Claude Verlon), « RFI - Haïti - «Nous vivons à la merci de Dieu» », sur Radio France internationale, 17 mai 2006 (consulté le 15 février 2024)
12. ↑  Juan Gomez (photogr. Claude Verlon), « Emission spéciale avec Alpha Oumar Konaré », sur Radio France internationale, 25 avril 2008 (consulté le 15 février 2024)
13. ↑  Nadia Blétry (photogr. Agence France-Presse et Claude Verlon), « RFI - Regain de tension en fin de campagne électorale », sur Radio France internationale, 16 février 2008 (consulté le 16 février 2024)
14. ↑  Stéphane Lagarde, « RFI - Législatives : le Pendjab, clé du scrutin », sur Radio France internationale, 17 février 2008 (consulté le 16 février 2024)
15. ↑  (en) Claude Verlon (photographies), « RFI - Islamic parties suffer massive losses in 2008 », sur Radio France internationale, 10 mai 2008 (consulté le 16 février 2024)
16. ↑  Norbert Navarro, « RFI - La force Licorne reçoit Bernard Kouchner », sur Radio France internationale, 13 juin 2008 (consulté le 16 février 2024)
17. ↑  Norbert Navarro et Claude Verlon (photogr. Claude Verlon), « RFI - Le rôle du bataillon Licorne en Côte d’Ivoire - Reportage Afrique », sur Radio France internationale, 14 juin 2008 (consulté le 16 février 2024)
18. ↑  Daniel Brown, Christophe Jousse et Claude Verlon (prise de son) (photogr. Claude Verlon), « RFI - Exclusif RFI : Haile Gebreselassie se confie » [audio], sur Radio France internationale, 24 mai 2008 (consulté le 16 février 2024)
19. ↑  Claude Verlon (photographie), « RFI - Blaise Compaoré facilitateur dans la crise guinéenne », sur Radio France internationale, 3 octobre 2009 (consulté le 16 février 2024)
20. ↑  Claude Verlon (photographie), « RFI - Fin de la rencontre de Ouagadougou avec les Forces vives guinéennes », sur Radio France internationale, 5 novembre 2009 (consulté le 15 février 2024)
21. ↑  (en) Claude Verlon (photographie), « RFI - Kouchner visits Kabul as votes row drags on », sur Radio France internationale, 17 octobre 2009 (consulté le 15 février 2024)
22. ↑  « RFI - A Bagdad, des élections à l’abri des murs », sur www1.rfi.fr (consulté le 16 février 2024)
23. ↑  « RFI - Le scrutin s'est bien déroulé », sur www1.rfi.fr (consulté le 16 février 2024)
24. ↑  « RFI - Des élections provinciales à valeur de test », sur www1.rfi.fr (consulté le 16 février 2024)
25. ↑  « Libye : les armes de fortune de la rébellion », sur RFI, 4 juillet 2011 (consulté le 15 février 2024)
26. ↑  (ha) « Hambararren shugaban kasar Madagasca zai koma gida », sur RFI, 17 février 2011 (consulté le 16 février 2024)
27. ↑  « Jean-Marc Simon, diplomate français, ancien ambassadeur à Bangui » sur le site de Tchadonline
28. ↑  « Ghislaine Dupont, Claude Verlon : des reportages exclusifs lors de la présidentielle malienne » sur le site de RFI
29. ↑  « Mali: la mission de l’UE doit être prolongée » sur le site de Mali Actu
30. ↑  « Comment améliorer l’accès aux urgences ? » sur le site de RFI
31. ↑  « Au moment où le processus de négociation est en panne : Le patriarche Ag Intallah préside le congrès du HCUA » sur le site de Mali Actu
32. ↑  « Le HCUA prêt à négocier, mais dans un pays neutre » sur le site de maliJet
33. ↑  « Mali : la France a-t-elle été trop passive à Kidal ? » sur le site de RFI
34. ↑  « Tension à Kidal : La Minusma ne condamne pas la provocation des bandits armés » sur le site de Maliweb
35. ↑  « Nord du Mali: attaques répétées contre les forces de la Minusma » sur le site de Press Afrik
36. ↑  « Mali : le chef traditionnel des Ifoghas, Intalla Ag Attaher, est mort »  sur le site de RFI
37. ↑  « Mali: Mohamed ag Intalla succède à son père à Kidal » sur le site de PressAfrik
38. ↑  « Mali: le nouvel amenokal de Kidal contre l’indépendance du nord » sur le site de PressAfrik
39. ↑  « Mali: enquête en cours à la Minusma sur les évènements du 27 janvier » sur le site de PressAfrik
40. ↑  « Mali : Rencontre entre le ministre de l’Administration territoriale et la classe politique : Les partis politiques réfractaires à des élections ne se déroulant pas sur l’ensemble du territoire » sur le site de Mali Actu
41. ↑  « Journalistes tués : Hollande «indigné», RFI en deuil », sur Le Figaro, 2 novembre 2013 (consulté le 15 février 2024)
42. ↑  « Ghislaine Dupont et Claude Verlon, deux passionnés d'Afrique tués en reportage », Le Monde.fr,‎ 3 novembre 2013 (lire en ligne, consulté le 15 février 2024)
43. ↑  « Deux journalistes français assassinés au Mali » sur le site de Reporters sans frontières
44. ↑  « Journalistes tués au Mali : ce que l'on sait », sur Libération (consulté le 15 février 2024)
45. ↑  « Le parquet de Paris a ouvert une information judiciaire » sur le site de La Croix
46. ↑  Benjamin Meffre, « Journalistes de RFI assassinés au Mali : La version de l'armée française contestée par la radio », sur www.ozap.com, 23 juillet 2019 (consulté le 24 juillet 2019).
47. ↑  « Mort de G. Dupont et C. Verlon: les forces spéciales ont poursuivi les ravisseurs », sur RFI, 22 juillet 2019 (consulté le 15 février 2024)
48. ↑  « Assassinat de Ghislaine Dupont et Claude Verlon: le chef du commando tué par l'armée française », sur RFI, 11 juin 2021 (consulté le 17 juin 2021)
49. ↑  « Ghislaine Dupont et Claude Verlon décorés à titre posthume » sur le site de JournalduMali.com
50. ↑  « Adoption par l’Assemblée générale de l’ONU d’une résolution sur la sécurité des journalistes » sur le site de Reporters sans frontières
51. ↑  (en) « Journalists killed in 2013 remembered at Newseum », sur Associated Press, 9 juin 2014 (consulté le 15 février 2024)
52. ↑  AFP, « Une place inaugurée à Paris en hommage à trois journalistes français tués », sur Le Monde, 3 mai 2019